# Гогенгейм, Франциска фон
Франци́ска Тере́зия фон Гогенге́йм (нем. Franziska Theresia von Hohenheim, урожд. баронесса фон Бернердин (нем. Freiin von Bernerdin), с 1765 баронесса Лейтрум фон Эртинген (нем. Freifrau Leutrum von Ertingen); 10 января 1748, Адельмансфельден — 1 января 1811, Кирххайм-унтер-Текк) — официальная фаворитка с 1772 года и вторая супруга герцога Карла Евгения Вюртембергского с 1785 года. С 1790 года — герцогиня-консорт Вюртемберга.

## Биография
Франциска Терезия родилась в семье барона Людвига Вильгельма фон Бернердина и его супруги Иоганны, урождённой баронессы фон Фоэнштейн. Кроме Франциски из пятнадцати детей в семье взрослого возраста достигли ещё четыре сестры.
В 1765 году Франциска по настоянию родителей вышла замуж за барона Фридриха Вильгельма Лейтрума фон Эртингена. Супруги стали часто бывать при вюртембергском дворе после того, как барон фон Лейтрум фон Эртинген был назначен камергером. Во время пребывания в Бад-Вильдбаде в 1769 году Франциска вступила в близкие отношения с герцогом Карлом Евгением и в 1772 году стала его официальной фавориткой после того, как герцог расстался со своей давней возлюбленной Терезой Бонафони.
21 января 1774 года по ходатайству Карла Евгения Франциске был присвоен титул имперской графини фон Гогенгейм и пользовалась гербом угасшего дворянского рода Бомбаст фон Гогенгейм. 10 января 1772 года герцог Карл Евгений подарил своей фаворитке приобретённое им поместье Гогенгеймов под Штутгартом, на месте которого впоследствии был построен Гогенгеймский дворец. Франциска принимала активное участие в оформлении заложенной в Гогенгейме в 1776 году «английской деревушки».
Пиетистка Франциска страдала от аморальных по её мнению отношений с герцогом Карлом Евгением. Ещё в 1772 году её брак с фон Лейтрумом был расторгнут вюртембергским брачным судом по взаимному согласию, но католик Карл Евгений не мог развестись со своей супругой Елизаветой Фридерикой Софией Бранденбург-Байрейтской. В апреле 1780 года первая супруга герцога, окончательно вернувшаяся в родной Байрейт ещё в 1756 году, умерла. Карл Евгений обещал Франциске жениться, но католическая церковь противилась браку герцога-католика с протестанткой, которая по церковному праву всё ещё считалась замужней. По династическому закону Вюртемберга Франциска к тому же не являлась равноравной герцогу по происхождению, поэтому их брак мог быть только морганатическим. Тем не менее, Карл Евгений намеревался не только взять Франциску в законные жёны, но и добиться её признания в качестве герцогини. Он настойчиво добивался своей цели с помощью долгосрочной стратегии. Сначала брачный суд отменил 7 июля 1781 года запрет на вступление в брак, наложенный на Франциску как виновную сторону в разводе с фон Лейтрумом. В проекте договора о морганатическом браке, подготовленном к 15 мая 1784 года, Карл Евгений обязал своего младшего брата Фридриха Евгения назначить своим наследником его сына Фридриха Вильгельма. 11 января 1785 года придворный капеллан обвенчал Франциску и Карла Евгения, но официальное заявление о бракосочетании было опубликовано лишь 2 февраля 1786 года. В 1790 году Карл Евгений заключил соглашение с Фридрихом Евгением и Фридрихом Вильгельмом о том, что Франциска получает титул герцогини и Кирххайм-унтер-Текк в качестве вдовьих владений, дети из этого брака исключаются из линии наследования, а супруга Фридриха Евгения Фридерика Доротея София Бранденбург-Шведтская, принцесса уже по своему происхождению, сохраняла приоритет перед Франциской. Брак Карла Евгения и Франциски был признан папой в 1791 году после целого ряда теологических экспертиз недействительности первого брака Франциски. После этого супругу брата признал и средний брат Карла Евгения Людвиг Евгений, сам состоявший в морганатическом браке.
После смерти Карла Евгения в 1793 году Франциска покинула Гогенгеймский дворец. В январе 1795 года она поселилась в Кирххаймском дворце. Летние месяцы Франциска фон Гогенгейм проводила в своих поместьях Зиндлинген и Бехинген-ан-дер-Бренц. Отношения с правителями Вюртемберга, прежде всего, с племянником королём Фридрихом были напряжёнными, и при дворе в Штутгарте Франциска в последние годы жизни бывала редко.
Франциска фон Гогенгейм умерла в первый день 1811 года в Кирххаймском дворце после длительных страданий от рака матки. Спустя пять дней она была похоронена в кирххаймской церкви Святого Мартина, вопреки своему желанию обрести последний покой рядом с супругом Карлом Евгением в Людвигсбурге.
Набожная благотворительница Франциска фон Гогенгейм получила признание в Вюртемберге. За её благотворительность и положительное влияние на герцога её ещё при жизни называли добрым ангелом Вюртемберга. Ей удалось превратить непредсказуемого и расточительного герцога в заботливого главу государства.